# Escut de Sant Just Desvern
L'escut oficial de Sant Just Desvern té el següent blasonament:
Escut caironat: d'or, una campana d'atzur, batallada d'argent. Si s'escau per timbre una corona mural de poble.

## Història
Va ser aprovat el 21 de juny de 1984 i publicat al DOGC el 8 d'agost del mateix any amb el número 459.
La campana és el senyal tradicional de l'escut del poble, i no està lligat amb cap esdeveniment històric particular; es diu que podria simbolitzar la campana que cridava els veïns a aplegar-se a la plaça. Sant Boi de Llobregat, un municipi proper, també té una campana al seu escut.